# Bollnäs stad
Denna artikel handlar om den tidigare kommunen Bollnäs stad. För orten se Bollnäs, för dagens kommun, se Bollnäs kommun.
Bollnäs stad var en tidigare kommun i Gävleborgs län. Centralort var Bollnäs och kommunkod 1952–1970 var 2183.

## Administrativ historik
Bollnäs stad bildades den 1 januari 1942 (enligt beslut den 7 mars 1941) genom en sammanslagning av de dåvarande köpingarna Bollnäs (bildad 1906) och Björkhamre (bildad 1923). Den 1 januari 1948 (enligt beslut den 10 maj 1946) överfördes till Bollnäs stad i kommunalt avseende samt i avseende på fastighetsredovisningen från Bollnäs landskommun och Bollnäs socken området Långnäset med 4 invånare och omfattande en areal av 0,59 km², varav 0,14 km² land.
Staden påverkades inte av kommunreformen 1952 men den 1 januari 1959 inkorporerades dock Bollnäs landskommun, med 10 197 invånare och omfattande en areal av 875,83 km², varav 814,41 km² land.
Den 1 januari 1960 överfördes till Bollnäs stad och församling från Alfta landskommun och Alfta församling ett obebott område omfattande en areal av 0,11 km², varav allt land.
Den 1 januari 1961 överfördes från Bollnäs stad och församling till Hanebo landskommun och Segersta församling ett område med 2 invånare och omfattande en areal av 0,17 km², varav allt land, samt ett område omfattande en areal av 0,41 km², varav allt land, till Hanebo landskommun och Hanebo församling. Invånarna i det sistnämnda området var redan förut kyrkoskrivna i Hanebo församling.
Den 1 januari 1971 infördes enhetlig kommuntyp och Bollnäs stad ombildades därmed, utan någon territoriell förändring, till Bollnäs kommun.

### Judiciell tillhörighet
I likhet med andra under 1900-talet inrättade stadskommuner fick staden inte egen jurisdiktion utan låg fortsatt under landsrätt i Bollnäs domsaga och Bollnäs domsagas tingslag.

### Kyrklig tillhörighet
I kyrkligt hänseende tillhörde staden Bollnäs församling.

### Sockenkod
För registrerade fornfynd med mera så återfinns staden inom ett område definierat av sockenkod 2399 som motsvarar Bollnäs socken.

## Stadsvapnet
Blasonering: I blått fält en trana av silver med röd sten och beväring (därest dylik skall komma till användning), stående på ett bevingat hjul av silver.
Detta vapen fastställdes av Kungl. Maj:t den 29 juli 1943. Ett liknande vapen förs idag av den nuvarande Bollnäs kommun. Se artikeln om Bollnäs kommunvapen för mer information.

Bollnäs kommun (1976-)

## Geografi

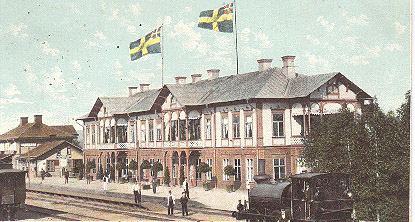
Bollnäs järnvägshotell, vykort från ca 1880.

Bollnäs stad omfattade den 1 januari 1952 en areal av 3,98 km², varav 3,35 km² land. Efter nymätningar och arealberäkningar samt områdesöverföringar färdiga den 1 januari 1961 omfattade staden samma datum en areal av 899,29 km², varav 837,73 km² land.

### Tätorter i staden 1960
| Tätort             | Folkmängd |
| ------------------ | --------- |
| Bollnäs            | 10 664b   |
| Lottefors, del ava | 685       |

Tätortsgraden i staden var den 1 november 1960 67,8 procent.

## Befolkningsutveckling
| Befolkningsutvecklingen i Bollnäs stad 1945–1970 | Befolkningsutvecklingen i Bollnäs stad 1945–1970 | Befolkningsutvecklingen i Bollnäs stad 1945–1970 | Befolkningsutvecklingen i Bollnäs stad 1945–1970 | Befolkningsutvecklingen i Bollnäs stad 1945–1970 |
| --- | ------------------------------------------------ | ------------------------------------------------ | ------------------------------------------------ | ------------------------------------------------ |
| |                                                  |                                                  |                                                  |                                                  |
| År |                                                  |                                                  | Folkmängd                                        |                                                  |
| 1945 | 1945                                             |                                                  | 4 742                                            |                                                  |
| 1950 | 1950                                             |                                                  | 5 317                                            |                                                  |
| 1955 | 1955                                             |                                                  | 5 897                                            |                                                  |
| 1960 | 1960                                             |                                                  | 16 699                                           |                                                  |
| 1965 | 1965                                             |                                                  | 16 789                                           |                                                  |
| 1970 | 1970                                             |                                                  | 17 315                                           |                                                  |
| Anm: 1959 inkorporerades Bollnäs landskommun. För år 1945: befolkning enligt folkräkning 31 december enligt den administrativa indelningen den 1 januari följande år. 1950 avser befolkning enligt folkräkning den 31 december enligt den administrativa indelningen den 1 januari 1952. 1955 avser den kyrkobokförda befolkningen den 31 december enligt den administrativa indelningen den 1 januari följande år. 1960 och 1965 avser befolkning enligt folkräkning den 1 november enligt den administrativa indelningen den 1 januari följande år. 1970 avser befolkning enligt folkräkning den 1 november i det område som Bollnäs stad omfattade när den ombildades till Bollnäs kommun 1 januari 1971. |                                                  |                                                  |                                                  |                                                  |

## Politik

### Mandatfördelning i valen 1942-1966
| 15 | 6 | 4 |

| 22 |

| 2 | 13 | 7 | 3 |

| 22 |

|  | 14 | 7 | 3 |

| 22 |

|  | 13 | 7 | 4 |

| 20 | 5 |

| 3 | 20 | 6 | 6 | 5 |

| 34 | 6 |

| 3 | 22 | 5 | 7 | 3 |

| 36 |

| 4 | 17 | 8 | 7 |  | 3 |

| 31 | 9 |

### Fotnoter
1. ↑   (PDF) Folkräkningen den 31 december 1945, I, Areal och folkmängd inom särskilda förvaltningsområden m.m., Befolkningsagglomerationer. Stockholm: Statistiska centralbyrån. 1947. sid. 85-86. Arkiverad från originalet den 24 september 2015. https://web.archive.org/web/20150924103014/http://www.scb.se/Grupp/Hitta_statistik/Historisk_statistik/_Dokument/SOS/Folkrakningen_1945_1.pdf. Läst 25 oktober 2014
2. 1 2   ( PDF) Folkräkningen den 31 december 1950, I, Areal och folkmängd inom särskilda förvaltningsområden m.m., Tätorter. Stockholm: Statistiska centralbyrån. 19 maj 1952. sid. 106-107. Arkiverad från originalet den 1 oktober 2014. https://www.webcitation.org/6T09ZkyrB?url=http://www.scb.se/Grupp/Hitta_statistik/Historisk_statistik/_Dokument/SOS/Folkrakningen_1950_1.pdf. Läst 12 november 2017 Arkiverad 29 oktober 2013 hämtat från the Wayback Machine.
3. 1 2 3 4   ( PDF) Folkräkningen den 1 november 1960, I, Folkmängd inom kommuner och församlingar efter kön, ålder, civilstånd m.m.. Stockholm: Statistiska centralbyrån. 1961. sid. 55 & 203-204. Arkiverad från originalet den 15 juli 2015. https://www.webcitation.org/6a1zkRbkC?url=http://www.scb.se/Grupp/Hitta_statistik/Historisk_statistik/_Dokument/SOS/Folkrakningen_1960_01.pdf. Läst 12 november 2017 Arkiverad 14 oktober 2013 hämtat från the Wayback Machine.
4. ↑  Per Andersson: Sveriges kommunindelning 1863-1993, Draking, Mjölby 1993, ISBN 91-87784-05-X, s. 88-89
5. ↑  Elsa Trolle Önnerfors: Domsagohistorik - Bollnäs tingsrätt (del av Riksantikvarieämbetets Tings- och rådhusinventeringen 1996-2007)
6. ↑  ”Förteckning (Sveriges församlingar genom tiderna)”. Skatteverket. 1989. http://www.skatteverket.se/privat/folkbokforing/omfolkbokforing/folkbokforingigaridag/sverigesforsamlingargenomtiderna/forteckning.4.18e1b10334ebe8bc80003999.html. Läst 17 december 2013.
7. ↑  Fornminnesregistret, Riksantikvarieämbetet: Bollnäs stad Fornminnen i socknen erhålls på kartan genom att skriva in sockennamn (utan "socken") i "Ange geografiskt område"
8. ↑  ”Svenska Heraldiska Föreningens vapendatabas”. Arkiverad från originalet den 18 oktober 2012. https://web.archive.org/web/20121018011750/http://databas.heraldik.se/index.php. Läst 25 januari 2011.
9. ↑   ( PDF) Folkräkningen den 1 november 1960, II, Folkmängd inom tätorter efter kön, ålder och civilstånd.. Stockholm: Statistiska centralbyrån. 1961. sid. 27. Arkiverad från originalet den 29 juni 2015. https://www.webcitation.org/6ZeEB9Ija?url=http://www.scb.se/Grupp/Hitta_statistik/Historisk_statistik/_Dokument/SOS/Folkrakningen_1960_02.pdf. Läst 12 november 2017 Arkiverad 24 september 2015 hämtat från the Wayback Machine.
10. ↑  ”Historisk statistik efter serie”. Statistiska centralbyrån. Arkiverad från originalet den 30 december 2017. https://web.archive.org/web/20171230122632/http://www.scb.se/sv_/hitta-statistik/historisk-statistik/digitaliserat---statistik-efter-serie/. Läst 21 juni 2019.
11. ↑  ”Folkräkningen 1910–1960”. Statistiska centralbyrån. Arkiverad från originalet den 22 augusti 2018. https://web.archive.org/web/20180822113519/https://www.scb.se/sv_/Hitta-statistik/Historisk-statistik/Digitaliserat---Statistik-efter-serie/Sveriges-officiella-statistik-SOS-utg-1912-/Folk--och-bostadsrakningarna-1860-1990/Folkrakningen-1910-1960/. Läst 21 juni 2019.
12. ↑  ”Folk- och bostadsräkningen 1965–1990”. Statistiska centralbyrån. Arkiverad från originalet den 22 augusti 2018. https://web.archive.org/web/20180822145518/https://www.scb.se/sv_/Hitta-statistik/Historisk-statistik/Digitaliserat---Statistik-efter-serie/Sveriges-officiella-statistik-SOS-utg-1912-/Folk--och-bostadsrakningarna-1860-1990/Folk--och-bostadsrakningen-1965-1990/. Läst 21 juni 2019.
13. ↑   ( PDF) Folk- och bostadsräkningen den 1 november 1965, II. Folkmängd inom tätorter efter kön, ålder och civilstånd.. Stockholm: Statistiska centralbyrån. 1967. sid. 125. Arkiverad från originalet den 15 mars 2019. https://web.archive.org/web/20190315090328/https://www.scb.se/Grupp/Hitta_statistik/Historisk_statistik/_Dokument/SOS/Folk_o_bostadsrakningen_1965_2.pdf. Läst 12 november 2017

- Se kartdata överlagrat på OSM (Kartdata)